# Epileucon pacifica
Epileucon pacifica is een zeekommasoort uit de familie van de Leuconidae. De wetenschappelijke naam van de soort is voor het eerst geldig gepubliceerd door Jones.